# Maneatîn, Slavuta
Maneatîn (în ucraineană Манятин) este localitatea de reședință a comunei Maneatîn din raionul Slavuta, regiunea Hmelnîțkîi, Ucraina.

## Demografie
Componența lingvistică a localității Maneatîn
     Ucraineană (99,23%)
     Alte limbi (0,77%)
Conform recensământului din 2001, majoritatea populației localității Maneatîn era vorbitoare de ucraineană (99,23%), existând în minoritate și vorbitori de alte limbi.